# Scooter (musikgrupp)
För andra betydelser, se Scooter (olika betydelser).
Scooter är en tysk musikgrupp inom elektronisk dansmusik. Gruppen grundades 1993 av H.P. Baxxter, Rick J. Jordan och Ferris Bueller. Kända låtar är bl.a. Hyper Hyper och How Much Is The Fish?.

## Historia
H.P Baxxter och Rick J. Jordan träffades 1985 genom en annons där Baxxter sökte bandmedlemmar till ett nytt synthpopband. Bandet fick namnet Celebrate the Nun.
Scooter bildades 1993 av Baxxter, Jordan och Ferris Bueller. Gruppens första låt, Vallée de larmes, utkom 1994. Den följdes av singeln Hyper Hyper som sålde över 750 000 exemplar i Tyskland.
Gruppens första album ... and the Beat Goes On! kom 1995, tätt följt av ytterligare två album 1996. Ferris Bueller lämnade gruppen 1998 och ersattes av Axel Coon. Han lämnade i sin tur gruppen 2002 och ersattes av Jay Frog, som tidigare deltagit i projektet Push!. Han stod senare för en av Scooters största hits någonsin, Nessaja.
År 2006 tog Michael Simon över efter Jay Frog som lämnade bandet. Simon har remixat åt Scooter tidigare under projektnamnet Shahin & Simon. Samma år släppte Scooter låten Behind The Cow som premiärspelades på The Dome 40 i Düsseldorf. Gruppens 12:e album The Ultimate Aural Orgasm släpptes 2007 och gästades av bland andra Jimmy Pop Från The Bloodhound Gang samt Bam Margera och Fatman Scoop. Många låtar refererade direkt till The KLF.
Den 15 oktober 2013 gick Rick J. Jordan officiellt ut med att han skulle lämna bandet i slutet på turnén 20 Year Of Hardcore och 2014 meddelades att Phil Spieser från DDY (Dirty Disco Youth) skulle ta över efter Rick J. Jordan. Under 25 Years Wild and Wicket Tour sa Spieser att han skulle lämna bandet i slutet av turnén. Ett samlingsalbum gavs ut i slutet på turnén och det femte kapitlet tog slut. Mellan kapitel 5 och 6 January 2014 – October 2018 hoppade Etnik Zarari in under turnén "100% Scooter - 25 Years Wild & Wicked" som var det sista som gjordes innan kapitel 6 skulle ta sin början. Etnik planerade att delta i Scooter och han hade idéer och även halvfärdiga låtar i bagaget men det ryktades att Baxxter tyckte att soundet lät för retro och att han ville köra på med hardstyle. Etnik lämnade i slutet av 2018 som inhoppare.
År 2019 gick Sebastian "Nacho" Schilde med i gruppen. GSTR blev det enda albumet som släpptes under det kapitlet och det satsades mycket på singelsläpp istället. GSTR släpptes som skiva, limiterad box och vinyl med extralåten Lugosi som bara fanns på just vinyl. På grund av pandemin hade Scooter svårt att turnera men när väl lagarna släpptes åkte de ut med God Save The Rave-turnén. Den varade från Kapitel 6 till första delen av kapitel 7.
I november 2022 lämnade Sebastian Schilde, och kort därpå även Michael Simon som har varit den mest långvariga medlemmen i Scooters historia i 18 år, gruppen. Samma år gjorde Jay Frog comeback och med sig hade han Marc Blou. Detta blev starten på kapitel 7. Waste Your Youth var den första singeln som släpptes och även den första Scooterlåten Jay producerat sen 2005.
Scooter sålde hela sin musikkatalog till Universal Music Germany 2023 och gav dem alla rättigheter till Scooters musik. Dock har de ett tätt samarbete fortfarande med KONTOR Records.

## Medlemmar

### Nuvarande medlemmar
- H.P. Baxxter (1993–)
- Jay Frog (2002–2006, 2023–)
- Marc Blou (2023–)

### Tidigare medlemmar
- Sören Bühler (1993–1998)
- Axel Coon (1998–2002)
- Michael Simon (2006–2022)
- Rick J. Jordan (1993–2014)
- Phil Speiser (2014–2018)
- Sebastien Schilde (2019–2022)
- Etnik Zarari (tillfälligt) 2018–2019

## Scooter i Sverige
Scooter har varit populära i Sverige från och till. Deras bästa låtplaceringar är tredjeplatser på Sverigetopplistan med låtarna Faster Harder Scooter och Fuck the Millenium.  Albumen Push the Beat for This Jam placerade sig på andra plats och The Stadium Techno Experience på fjärde plats.
Musikgruppens första spelning i Sverige var i Borlänge år 2000 i samband med Sheffield-turnén.
Musikvideon till FCK 2020 spelades in i Göteborg i Papyrus gamla lokaler i Mölndal med Patric Ullaeus som regissör. Patric Ullaeus har också regisserat musikvideorna till  Aii shot the DJ och UK-versionen av Posse (I Need You On The Floor).
Den 1 juli 2023 spelade Scooter sin första officiella God Save The Rave-festivalturné i Skellefteå på Summertime Music And Life Festival.

## Diskografi

### Studioalbum
- ...and the Beat Goes On! (1995)
- Our Happy Hardcore (1996)
- Wicked! (1996)
- Age of Love (1997)
- No Time to Chill (1998)
- Back to the Heavyweight Jam (1999)
- Sheffield (2000)
- We Bring the Noise! (2001)
- The Stadium Techno Experience (2003)
- Mind the Gap (2004)
- Who's Got the Last Laugh Now? (2005)
- The Ultimate Aural Orgasm (2007)
- Jumping All Over the World (2007)
- Under the Radar Over the Top (2009)
- The Big Mash Up (2011)
- Music for a Big Night Out (2012)
- The Fifth Chapter (2014)
- Ace (2016)
- Scooter Forever (2017)
- God Save the Rave (2021)
- Open Your Mind and Your Trousers (2024)

### Singlar
- Vallée de Larmes (1993)
- Hyper Hyper (1994)
- Move Your Ass (1995)
- Friends (1995)
- Endless Summer (1995)
- Back In the U.K (1995)
- Let Me Be Your Valentine (1996)
- Rebel yell (1996)
- I'm Raving (1996)
- Break It Up (1996)
- Fire (1997)
- The Age Of Love (1997)
- No Fate (1997)
- How Much Is the Fish (1998)
- We Are The Greatest/I Was Made For Lovin You (1998)
- Call Me Manana (1999)
- Faster Harder Scooter (1999)
- Fuck the Millenium (1999)
- I'm Your Pusher (2000)
- She's the Sun (2000)
- Posse (I Need You on the Floor) (2001)
- Aiii Shot the DJ (2001)
- Ramp! (The Logical Song) (2001)
- Nessaja (2002)
- Weekend! (2003)
- The Night (2003)
- Maria (I Like It Loud) (2003)
- Jigga jigga! (2003)
- Shake That (2004)
- One (Always Hardcore) (2004)
- Suavemente (2005)
- Hello! (Good to Be Back) (2005)
- Apache Rocks the Bottom (2005)
- Behind the Cow (2007)
- Lass Uns Tanzen (2007)
- The Question Is What Is the Question? (2007)
- And No matches (2007)
- Jumping All Over the World (2008)
- I'm Lonely (2008)
- Jump That Rock (Whatever You Want) (2008)
- J'adore Hardcore (2009)
- Ti Sento (2009)
- The Sound Above My hair (2009)
- Stuck on Replay (2010)
- Friends Turbo (2011)
- The Only One (2011)
- David Doesn't Eat (2011)
- C'est Bleu (2011)
- It's a Biz (Ain't Nobody) (2012)
- 4 A.M. (2012)
- Army of Hardcore (2012)
- Bigroom Blitz (2014)
- Today (2014)
- Can't Stop the Hardcore (2014)
- Radiate (2015)
- Riot (2015)
- Oi (2016)
- Mary Got No Lamb (2016)
- Bora! Bora! Bora! (2017)
- My gabber (2017)
- In Rave We Trust - Amateur Hour (2017)
- Rave Teacher (Somebody Like me) (2019
- God Save the Rave (2019)
- Devil's Symphony (2019)
- Which light switch is which? (2019)
- Bassdrum (2020)
- FCK 2020 (2020)
- Paul Is Dead (2020)
- We Love Hardcore (2021)
- Groundhog Day (2021)
- Finch x Scooter - Rave Witchers (2022)
- The Spell Remains (2022)
- Do Not Sit If You Can Dance (2022)
- Waste Your Youth (2023)
- Techno is Back (2023)
- Hyper Hyper (2023)
- For Those About To Rave (2023)
- Berliner Luft (2023)
- Rave & Shout (2023)
- I Keep Hearing Bingo (2024)
- Let's Do It Again (2024)
- Posse Reloaded (2024)
- Reinier Zonneveld x Scooter - Mom Was On Tequila (2024)
- Gimme That Noise (2025)
- Heart Attack x Blasterjaxx and Ceres (2025)
- Luv U More x Joost & Paul Estak (2025)

### DVD
- Encore (The Whole Story) 2002
- Excess All Areas 2006
- Live In Hamburg 2010
- 20 Years of Hardcore – The Complete Video Collection (2013)

### VHS
- Our Happy Hardcore Clips 1996
- Rough And Tough And Dangerous (The Videos 94/98) 1998